# Loingsech mac Flaithbertaigh
Loingsech mac Flaithbertaigh (mort en 754) est un Chef du Cenél Conaill des Uí Néill du Nord dans l'actuel comté de Donegal. Il est le fils de l'Ard ri Erenn Flaithbertach († 765) qui abdique en 734 et se retire dans le monastère d'Armagh.

## Règne
Loingsech succède à son frère Áed Muindearg († 747) comme Chef du Cenél Conaill. Son frère s'était vu attribué le titre de « Rí In Tuisceart  » c'est-à-dire : « Roi du Nord » comme représentant de l'Ar ri Domnall Midi (†  763) du Clan Cholmáin des Ui Neill du Sud.Toutefois Loingsech ne lui succède pas dans cette fonction et il est seulement désigné comme roi du Cenél Conaill lors de sa mort par son obiit dans les Annales.
Il a comme successeur son frère Murchad mac Flaithbertaigh

### Source
- (en) T.M. Charles-Edwards, Early Christian Ireland, Cambridge, Cambridge University Press, 2000, 707 p. (ISBN 0-521-36395-0, lire en ligne)